# St.-Nepomuk-Statue (Euerdorf)

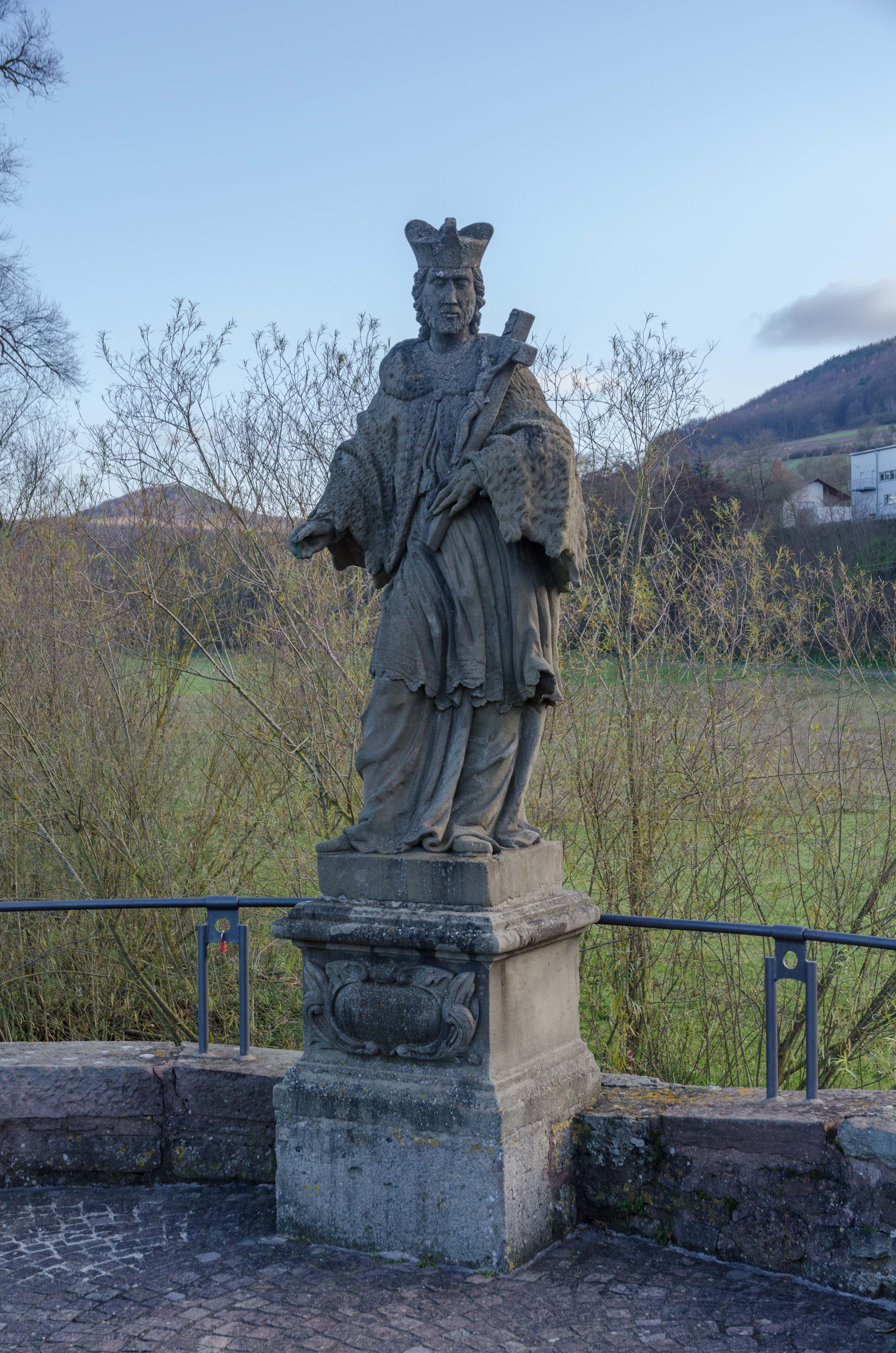
St.-Nepomuk-Statue in Euerdorf.

Die St.-Nepomuk-Statue befindet sich in Euerdorf, einem Markt im unterfränkischen Landkreises Bad Kissingen, und steht auf der alten Brücke über die Fränkische Saale. Sie gehört zu den Baudenkmälern in Euerdorf und ist unter der Nummer D-6-72-122-29 in der Bayerischen Denkmalliste registriert.

## Beschreibung
Die Statue des hl. Johannes Nepomuk besteht aus gelbem Sandstein und entstand im Jahr 1713. Sie trägt im Sockel folgende Inschrift:

„SANCTUS JOHANNES

NEPOMUCEMUS

M:POEITENTIUM

ET FAMA PERICLITAN

TIUM PATRONUS. 1713“

Die Statue hat eine Höhe von insgesamt 280 cm. Der Sockel hat die Abmessungen 105 cm × 70 cm × 65 cm. Die Inschriftenkartusche hat die Maße 20 cm × 35 cm.